# Бялосукня
Бялосукня (пол. Białosuknia) — село в Польщі, у гміні Ґоньондз Монецького повіту Підляського воєводства.
Населення — 339 осіб (2011).
У 1975-1998 роках село належало до Ломжинського воєводства.

## Демографія
Демографічна структура станом на 31 березня 2011 року:
|          | Загалом | Допрацездатний вік | Працездатний вік | Постпрацездатний вік |
| -------- | ------- | ------------------ | ---------------- | -------------------- |
| Чоловіки | 176     | 44                 | 112              | 20                   |
| Жінки    | 163     | 33                 | 93               | 37                   |
| Разом    | 339     | 77                 | 205              | 57                   |